# Agnes av Holstein-Kiel
Agnes av Holstein-Kiel, död 1287, var dam av Rostock som gift med Waldemar av Rostock. 
Hon var regent som förmyndare för sin son Nicolaus I av Rostock 1282-1284.  